# Шадрінський район
Ша́дрінський район (рос. Шадринский район) — адміністративна одиниця Курганської області Російської Федерації.
Адміністративний центр — місто Шадрінськ, яке не входить до складу району.

## Населення
Населення району становить 25691 особа (2017; 27360 у 2010, 33331 у 2002).

## Адміністративно-територіальний поділ
На території району 34 сільських поселення:
| Поселення                        | Площа, км² | Населення, осіб (2002) | Населення, осіб (2010) | Населення, осіб (2017) | Центр              | Населені пункти |
| -------------------------------- | ---------- | ---------------------- | ---------------------- | ---------------------- | ------------------ | --------------- |
| Байрацька сільська рада          | 53,96      | 221                    | 106                    | 61                     | Байрак             | 1               |
| Батуринська сільська рада        | 417,89     | 2556                   | 1670                   | 1385                   | Батурино           | 7               |
| Борчаніновська сільська рада     | 88,98      | 403                    | 255                    | 220                    | Борчаніново        | 1               |
| Верхньопольовська сільська рада  | 81,70      | 930                    | 917                    | 974                    | Верхня Польова     | 3               |
| Верхозінська сільська рада       | 91,99      | 865                    | 601                    | 522                    | Верхозіно          | 3               |
| Ганинська сільська рада          | 147,69     | 981                    | 858                    | 866                    | Ганино             | 3               |
| Глибокинська сільська рада       | 94,56      | 619                    | 567                    | 428                    | Глибоке            | 2               |
| Дьомінська сільська рада         | 85,44      | 610                    | 462                    | 427                    | Дьоміно            | 3               |
| Зеленоборська сільська рада      | 290,68     | 492                    | 323                    | 277                    | Зеленоборське      | 4               |
| Ільтяковська сільська рада       | 146,62     | 743                    | 491                    | 432                    | Ільтяково          | 5               |
| Ічкінська сільська рада          | 114,94     | 625                    | 597                    | 550                    | Ічкіно             | 1               |
| Канаська сільська рада           | 96,11      | 1628                   | 1450                   | 1403                   | Канаші             | 1               |
| Ключівська сільська рада         | 15,68      | 1226                   | 1274                   | 1297                   | Ключі              | 2               |
| Ковризька сільська рада          | 97,15      | 698                    | 552                    | 523                    | Коврига            | 2               |
| Краснозвєздинська сільська рада  | 270,27     | 2309                   | 1920                   | 1683                   | Красна Звєзда      | 6               |
| Красномильська сільська рада     | 97,10      | 984                    | 1002                   | 1027                   | Красномильське     | 3               |
| Краснонивинська сільська рада    | 136,23     | 1998                   | 1810                   | 1810                   | Красна Нива        | 4               |
| Мальцевська сільська рада        | 100,34     | 975                    | 907                    | 912                    | Мальцево           | 2               |
| Маслянська сільська рада         | 116,23     | 960                    | 799                    | 761                    | Маслянське         | 3               |
| Мильниковська сільська рада      | 48,44      | 658                    | 631                    | 607                    | Мильниково         | 1               |
| Мінгалівська сільська рада       | 66,67      | 382                    | 240                    | 188                    | Мінгалі            | 1               |
| Неонілинська сільська рада       | 152,92     | 544                    | 403                    | 363                    | Неонілинське       | 2               |
| Нижньополевська сільська рада    | 105,58     | 1161                   | 860                    | 744                    | Нижньополевське    | 4               |
| Ольховська сільська рада         | 151,20     | 1970                   | 1551                   | 1354                   | Ольховка           | 2               |
| Піщанотаволжанська сільська рада | 127,58     | 698                    | 443                    | 386                    | Піщанотаволжанське | 2               |
| Погорільська сільська рада       | 55,02      | 2452                   | 2467                   | 2649                   | Погорілка          | 1               |
| Понькінська сільська рада        | 82,87      | 592                    | 395                    | 368                    | Понькіно           | 3               |
| Сосновська сільська рада         | 121,90     | 488                    | 296                    | 259                    | Сосновське         | 3               |
| Сухрінська сільська рада         | 130,02     | 1012                   | 798                    | 677                    | Сухрінське         | 3               |
| Тарасовська сільська рада        | 144,68     | 334                    | 243                    | 229                    | Тарасова           | 3               |
| Тюленевська сільська рада        | 141,27     | 266                    | 171                    | 122                    | Тюленево           | 2               |
| Череміська сільська рада         | 59,83      | 551                    | 453                    | 425                    | Череміське         | 3               |
| Чистопрудненська сільська рада   | 87,99      | 1463                   | 1141                   | 1134                   | Чистопрудне        | 4               |
| Юлдуська сільська рада           | 46,83      | 937                    | 707                    | 628                    | Юлдус              | 2               |

30 травня 2018 року була ліквідована Кабанська сільська рада (територія приєднана до складу Батуринської сільської ради).

## Найбільші населені пункти
| №  | Населений пункт | Населення, осіб (2002) | Населення, осіб (2010) |
| -- | --------------- | ---------------------- | ---------------------- |
| 1  | Погорілка       | 2 452                  | 2 467                  |
| 2  | Ольховка        | 1 835                  | 1 473                  |
| 3  | Канаші          | 1 628                  | 1 450                  |
| 4  | Красна Нива     | 1 534                  | 1 426                  |
| 5  | Батурино        | 1 552                  | 1 130                  |
| 6  | Красна Звєзда   | 1 057                  | 930                    |
| 7  | Красномильське  | 796                    | 793                    |
| 8  | Верхня Польова  | 738                    | 740                    |
| 9  | Чистопрудне     | 929                    | 722                    |
| 10 | Мальцево        | 718                    | 700                    |